# Эскадренные миноносцы типа «Мэхэн»
Эскадренные миноносцы типа «Мэхэн» — тип эскадренных миноносцев военно-морских сил США. По программе 1933-го финансового года было построено 16 кораблей. По программе 1934 года ещё два — DD-384 «Данлап» и DD-385 «Фэнниг». На двух последних кораблях два носовых орудия стояли не в палубных установках на центральном штыре, а в установках с кольцевым погоном (впервые в американском флоте). Такое размещение облегчило подачу боезапаса и позволило сделать полностью закрытый щит. В ряде источников эти корабли выделяются в отдельный тип «Данлап».
Корабли данного проекта послужили прототипом для бразильских эсминцев типа «Марсилио Диас».

## Конструкция
Заявленное водоизмещение эсминцев было 1450 дл. т, но строительный перегруз составил около 40 тонн. Подтип «Данлап» имел стандартное водоизмещение 1609,9 дл. тонн.

### Энергетическая установка

#### Главная энергетическая установка

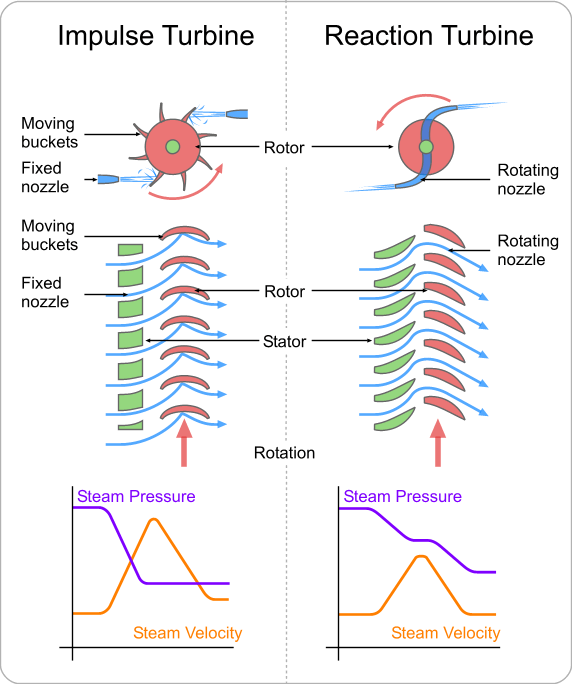
Схема импульсной и реактивной турбин, где ротор(красная) — вращающаяся часть, а статор (зелёная) — неподвижная.

Котельные экономайзеры, улучшили экономию топлива. Давление пара составило 400 фунтов на квадратный дюйм (2800 кПа), а температура перегретого пара была повышена с 648 °F (342 °C) до 700 °F (371 °C) на всех кораблях. Двухступенчатый понижающий редуктор вместо одноступенчатого позволил увеличить обороты турбин, это позволило сэкономить достаточно места, чтобы разместить крейсерскую турбину, которая позволила экономить топливо на малых ходах. За счёт того, что высокооборотные агрегаты имели меньшие размеры, чем равные по мощности низкобортные, установка вышла компактной, но более тяжёлой. КПД зубчатой передачи (двухступенчатого редуктора) составляет примерно 97,5 %. Дальность увеличилась до 6940 морских миль (12 850 км) на 12 узлах (22 км / ч), почти на 1000 миль (1850 км) дальше, чем на типе «Фаррагут». Запас топлива 523 дл. тонн топочного мазута и 19,3 дл. тонны солярки. Мощность на валу увеличилась с 42 800 л. с. (31 900 кВт) до 46 000 л. с. при тех же размерах и немного большем весе. Вместе с крейсерскими турбинами новая установка оказалась почти на 60 тонн тяжелее, чем на ЭМ типа «Фаррагут». Основные турбины, изготовленные General Electric, были импульсного типа или активные турбины (турбины Кертиса). Каждая турбинная установка разделена на турбины высокого давления и низкого давления, турбины имели привод на общий редуктор для привода вала и имели обороты (при номинальной мощности): 5850 об/мин на валу турбины высокого давления, 4926 об/мин на валу турбины низкого давления. Пар из котлов подают в турбину высокого давления, потом низкого, после чего сбрасывается в конденсатор. Крейсерские турбины были соединены с турбинами ВД и могли выключаться или выключается по мере необходимости; они работали на низких скоростях для повышения общей эффективности турбины, таким образом, повышая топливную экономичность. Это общая схема с двойной понижающей передачей стала стандартом для большинства последующих паровых надводных кораблей ВМС США, хотя не все из них имели крейсерские турбины.
Корабли имели четыре турбогенератора мощностью: два по 132 кВт переменного тока и два по 40 кВт постоянного тока, два дизель-генератора: один мощностью 25 кВт, второй 1,25 киловатта, общая мощность составила 370,25 кВт.

### Вооружение
ГК состоял из пяти универсальных 127 мм/38 орудий, в палубных установках на центральном штыре Марк 21 с ручным заряжением, которые имели скорострельность — 12…15 выстрелов в минуту, оснащенных системой управления огнём Марк 33, заявленный боекомплект составлял 500 выстрелов или 100 снарядов на ствол (включался в стандартное водоизмещение) , фактический в два раза больше. Первое и второе орудия имели коробчатые щиты. Мелкокалиберная зенитная батарея состояла из четырёх 12,7 мм пулемётов с водяным охлаждением. Торпедное вооружение включало в себя три 533-мм четырёхтрубных торпедных аппарата, управляемых с помощью директора Марк 27. Поскольку не удалось разметить аппараты в диаметральной плоскости, два аппарата были установлены побортно, за задней трубой. Для этого пришлось несколько увеличить ширину корпуса. Тип был первоначально оснащен торпедами Марк 12, которые были заменены на Марка 15, начиная с 1938 года. Бомбосбрасыватели находились на корме.
Торпеды Mk 12 состояли на вооружении с 1928 года и имели дальность 7000 ярдов (6400 м) ходом 44 узлов и 15 000 ярдов (13 711 м) ходом 27 узлов. Боеголовка содержала 500 фунтов (227 кг) тринитротолуола.
Торпеды Mk 15 состояли на вооружении с 1936 года и имели дальность 6000 ярдов (5486 м) ходом 45 узлов и 15 000 ярдов (13 711 м) ходом 26,5 узлов. Боеголовка содержала 494 фунтов (224 кг) тринитротолуола.
Два эсминца DD-384 «Данлап» и DD-385 «Фэнниг» отличались от головного корабля тем, что носовые установки были на кольцевом погоне и удобной системой подачи, в результате чего возросла скорострельность (до 12…15 выстрелов в минуту) из этих установок оставалась высокой и после израсходования кранцев первого выстрела, в остальном отличии минимальны. Иногда выделяются в отдельный тип.

## Модернизации
Была утверждена программа усиления ПВО эсминцев, согласно которой предусматривалась установка 2 × 2 40-мм «бофорсов» (на месте снятого орудия № 3) и 6 × 1 эрликонов вместо пулемётов, она была осуществлена в 1944 году.

## Список эскадренных миноносцев типа «Мэхэн»
- DD-364 «Мэхэн»
- DD-365 «Каммингс»
- DD-366 «Дрэйтон»
- DD-367 «Лэмсон»
- DD-368 «Флузер»
- DD-369 «Рэйд»
- DD-370 «Кэйс»
- DD-371 «Конингхэм»
- DD-372 «Кэссин»
- DD-373 «Шоу»
- DD-374 «Такер»
- DD-375 «Даунс»
- DD-376 «Кашинг»
- DD-377 «Перкинс»
- DD-378 «Смит»
- DD-379 «Престон»
- DD-384 «Данлап»
- DD-385 «Фэнниг»

## Оценка
| Сравнительные ТТХ середины 30-х                                                |                                                    |                   |                   |                  |                     |                                         |                          |
| Тип                                                                            | типа F                                             | тип «Фаррагут»    | тип «Мэхэн»       | тип «Ориани»     | тип «Сирацую»       | проект 7                                | «тип 1934»               |
| Построено единиц                                                               | 16                                                 | 8                 | 8                 | 4                | 6                   | 28                                      | 6                        |
| Год закладки                                                                   | 1933                                               | 1932              | 1934              | 1935             | 1933                | 1935                                    | 1934                     |
| Размерения Д×Ш×О, м                                                            | 100,28×10,1×3,81                                   | 104,0×10,44×5,18  | 104,0×10,6×5,18   | 106,7×10,2×3,58  | 107,5×9,9×3,5       | 112,8×10,2×3,1                          | 123×11,8×4,3             |
| Водоизмещение, тонн                                                            | 1390/1940                                          | 1411/2095         | 1524/2134         | 1675/2254        | 1685/1980           | 1612/2215                               | 2411/3415                |
| Артиллерия ГК                                                                  | 120-мм/45 — 4×1                                    | 127-мм/38 — 5×1   | 127-мм/38 — 5×1   | 120-мм/50 — 2×2  | 127-мм/50 — 2×2,1×1 | 130-мм/50 — 4×1                         | 127-мм/45 — 5×1          |
| Зенитная артиллерия                                                            | 12,7-мм — 2×4                                      | 12,7-мм — 4×1     | 12,7-мм — 4×1     | 13,2-мм — 4×2    | 13,2-мм — 2×1       | 76-мм — 2×1, 45-мм — 2×1, 12,7-мм — 2×1 | 37-мм — 2×2, 20-мм — 6×1 |
| Торпедное вооружение                                                           | 2 × 4 — 533-мм                                     | 2 × 4 — 533-мм    | 3 × 4 — 533-мм    | 2 × 3 — 533-мм   | 2 × 4 — 610-мм      | 2 × 3 — 533-мм                          | 2 × 4 — 533-мм           |
| Противолодочное вооружение                                                     | ГЛ «Асдик», 20 ГБ                                  | нет               | 2 БС, 14 ГБ       | 2 БМБ            | 18 ГБ               | 25 ГБ                                   | 18 ГБ                    |
| Энергетическая установка мощность л. с. давление, температура пара кгс/см², °C | 36 000, 21, 327                                    | 42 800, 27,6, 342 | 46 000, 27,6, 371 | 48 000, 27, 350  | 42 000, 22,5, ?     | 50 500, 27, 350                         | 70 000, 70, 460          |
| Максимальная скорость, узлов                                                   | 36                                                 | 36,5              | 37                | 38               | 34                  | 38                                      | 38                       |
| Дальность плавания, морские мили                                               | 4390 на 20 узлах 6350 на 15 узлах 6840 на 12 узлах | 5980 на 12 узлах  | 6940 на 12 узлах  | 2190 на 18 узлах | 4000 на 15 узлах    | 2640 на 19,8 узлах                      | 1900 на 19 узлах         |